# Powstańcza barykada w Alejach Jerozolimskich

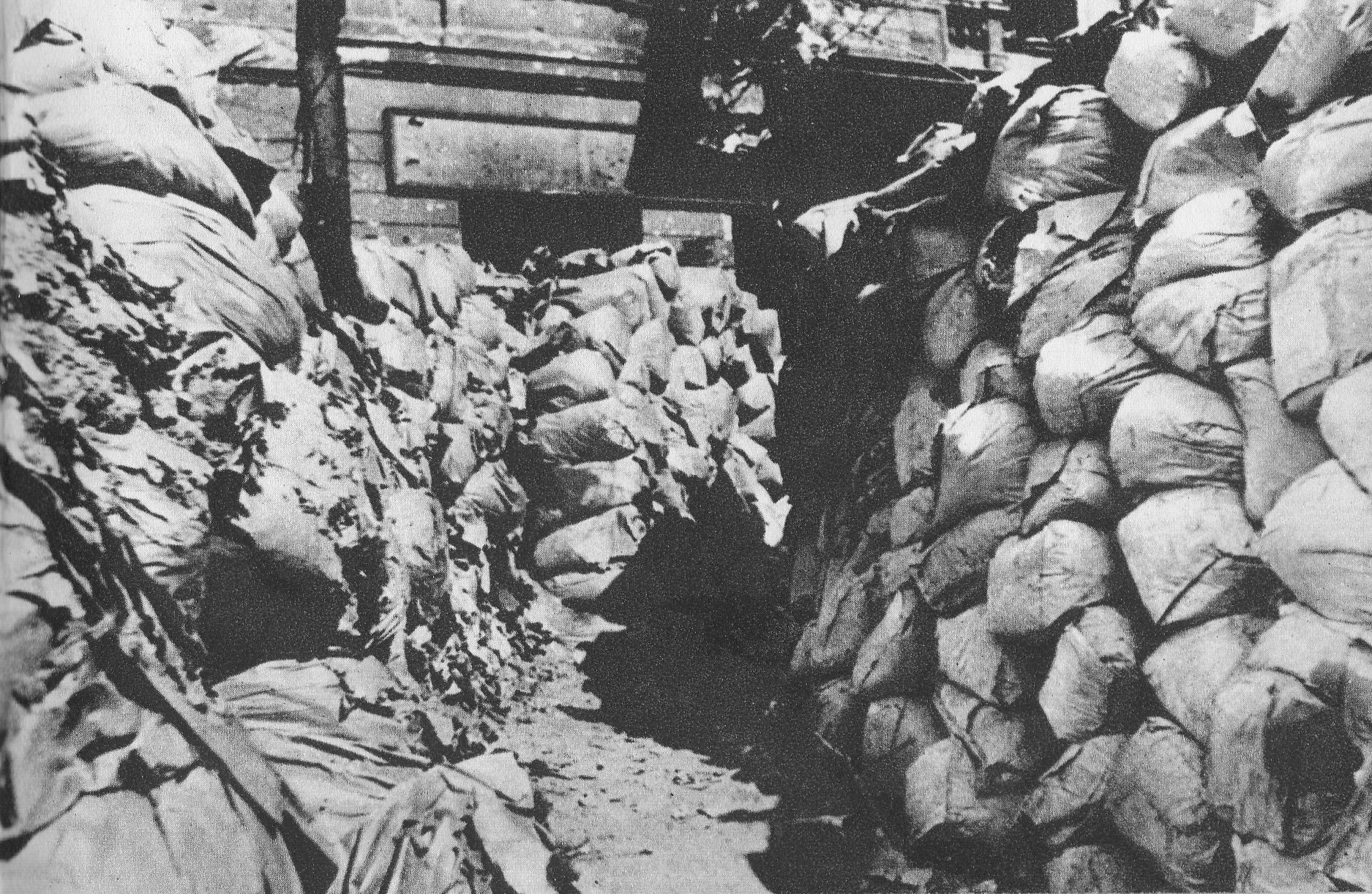
Barykada w Alejach Jerozolimskich

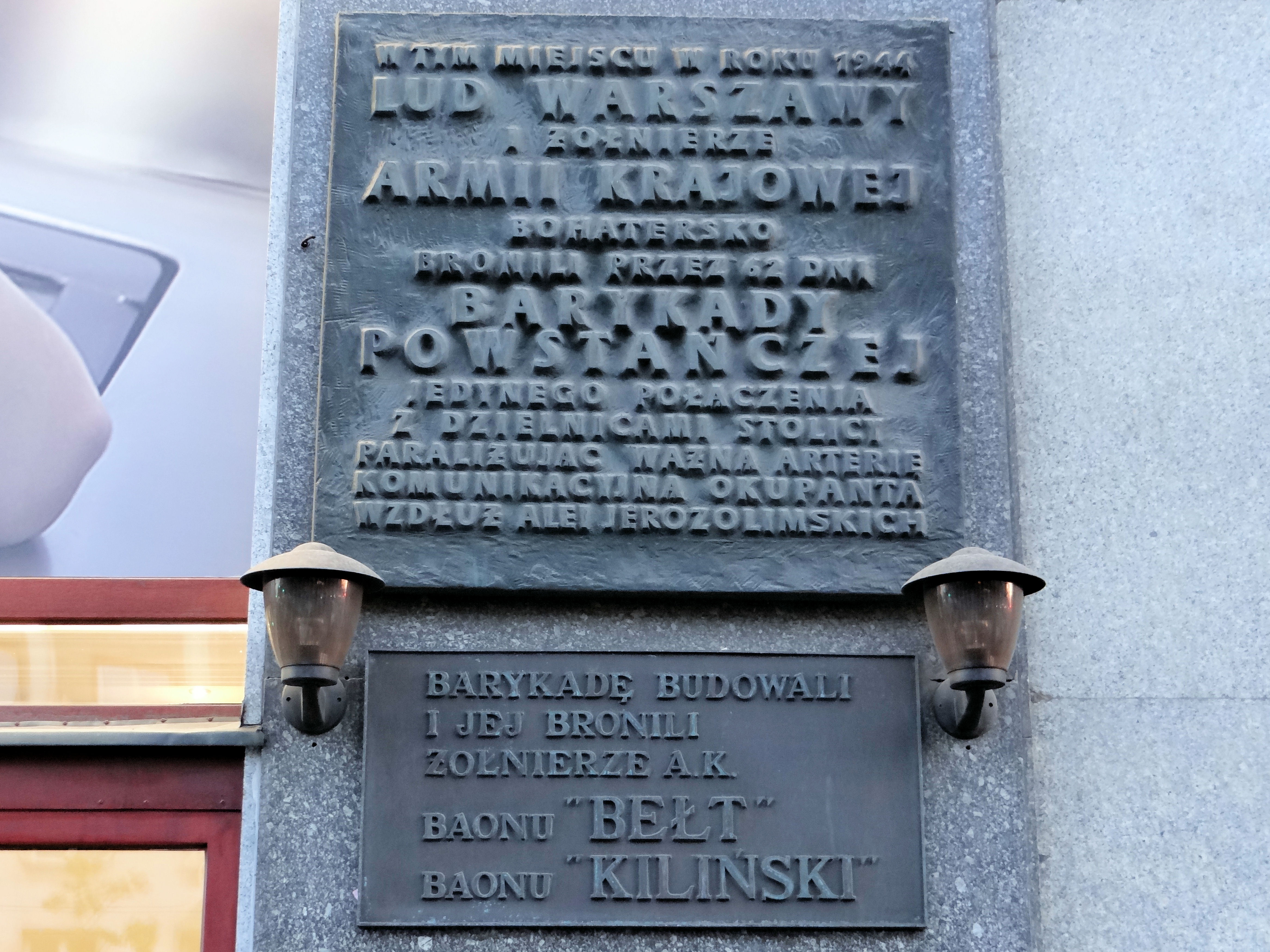
Tablice pamiątkowe przy Alejach Jerozolimskich 23

Powstańcza barykada w Alejach Jerozolimskich – barykada zbudowana w Alejach Jerozolimskich w czasie powstania warszawskiego stanowiąca jednocześnie wąskie przejście między Śródmieściem Północnym i Południowym. Została zbudowana przez żołnierzy batalionów „Bełt” i „Kiliński” Armii Krajowej.
Niemcom zależało na utrzymaniu ciągłości komunikacyjnej ze wschodnim brzegiem Wisły, nad który zbliżały się wojska radzieckie, dla powstańców zaś konieczne było utrzymanie połączenia między północną i południową częścią miasta. Jednostką, która miała operować w tym obszarze był batalion Armii Krajowej „Bełt”, pod dowództwem podporucznika Erwina Brenneisena.

## Ordre de bataille
Teren działań batalionu rozciągał się w Śródmieściu Południowym, wzdłuż Al. Jerozolimskich po stronie nieparzystej, od styku tej ulicy z ul. Marszałkowską do placu Trzech Krzyży, przez Bracką i Nowy Świat. Najważniejszym zadaniem była blokada niemieckich przemarszów przez Al. Jerozolimskie oraz budowa i utrzymanie przekopu łącznikowego na osi północ-południe w celu zapewnienia łączności między obu częściami Śródmieścia. Owa barykada-przekop miała być wybudowana pod ogniem nieprzyjaciela prowadzonym z obu stron alej. Spodziewano się, że Niemcy będą usiłowali zniszczyć barykadę wypadami czołgów, dział szturmowych, „Goliatów”, ogniem moździerzy i karabinów maszynowych. Budową barykady mieli kierować ppor. „Byliński Stanisław” i ppor. „Andrzej” – Andrzej Lebdowicz i nie mieli łatwego zadania, ponieważ w wyznaczonym miejscu przebiegały tory tramwajowe, a pod ulicą ciągnął się tunel kolei średnicowej.

## Wybuch powstania i budowa barykady
W godzinie „W” batalion „Bełt” liczący około 180 ludzi znajdował się w okolicach ul. Śniadeckich w Śródmieściu Południowym. W późnych godzinach wieczornych ppor. Brenneisen otrzymał rozkaz przejścia w rejon Al. Jerozolimskich na ich południowy odcinek od Marszałkowskiej do Brackiej i zamknięcia komunikacji niemieckiej Alejami ze wschodu na zachód.
Na nowym odcinku działania do batalionu włączono kompanię „Wik” ppor. Zenona Wiktorczyka. Stan liczebny oddziału powiększył się do ok. 350 ludzi, przy niewielkim zwiększeniu siły ognia. Połączenie postanowiono utrzymać poprzez wybudowanie barykady między ul. Kruczą a Marszałkowską.

Przy budowie ofiarnie pomagała ludność cywilna – głównie mieszkańcy pobliskich kamienic. Wgryzanie się kilofami w bruk jezdni w poprzek alej pomiędzy domami 17 [strona południowa, obecnie nr 23] a nr 22 [strona północna] było bardzo ciężkim zadaniem. Szyny tramwajowe trzeba było wysadzić trotylem, którego nie było w dostatecznej ilości. Budowę utrudniał biegnący pod ulicą tunel kolei średnicowej. Nie sposób było wgryźć się w jego betonowy strop, więc na znacznej części ulicy pozostało wykonanie obwałowań za pomocą worków z piaskiem i płyt chodnikowych. Te umocnienia były systematycznie niszczone przez Niemców ostrzałem artyleryjskim, bombardowaniem przez lotnictwo i „Goliatami”. Nad wykopem od strony północnej pracowali żołnierze z batalionu „Kiliński”. 
– Co noc, zwłaszcza nad ranem, odbudowywaliśmy barykadę, tak że funkcjonowała ona przez całe powstanie, a przez Aleje nie przejechał w tym czasie żaden niemiecki czołg – wspominał płk Bieniaszewski z batalionu „Kiliński”– Mój pluton do ostatniego dnia powstania utrzymał powierzone sobie odcinki walki w Alejach Jerozolimskich.
Wspólnym wysiłkiem w początkach sierpnia powstała więc barykada, która do końca powstania warszawskiego spełniała ważną rolę jedynego połączenia ze sobą północnej i południowej części miasta. Przez barykadę przechodziły jednostki bojowe, łączniczki, przenoszono rannych i transportowano tony zboża z magazynów browaru Haberbusch i Schiele.
Zagrożeniem dla barykady były zbyt bliskie pozycje nieprzyjaciela, który usadowił się w budynku nr 25, a więc pięć domów dalej w kierunku Marszałkowskiej, jak również na rogu Brackiej w ogródku przy gmachu Banku Gospodarstwa Krajowego oraz po stronie przeciwnej, w restauracji „Cristal”.
Niemcy docierali, szczególnie nocami, aż do ul. Kruczej starając się tu urządzić stanowiska bojowe. Dowódca batalionu wydał rozkaz zlikwidowania tych pozycji. Atak na dom nr 25 poprowadził 10 VIII 1944 w godzinach popołudniowych por. „Zych” wraz z por. „Misiem”. W gwałtownym starciu powstańcy wyparli Niemców, wzięli jeńców, zdobyli spory zapas broni i amunicji oraz wyswobodzili mieszkańców domu stłoczonych w okrutny sposób w piwnicach. Natarcie na odcinek wschodni od barykady poprowadził por. „Skiba”. W nocnym natarciu odrzucono Niemców poza ul. Bracką, przy czym nieprzyjaciel opuścił również ogródek przy gmachu BGK. W następstwie tego powstańcy urządzili silny punkt oporu na rogu Al. Jerozolimskich i Brackiej.
W drugiej połowie września, po upadku Starówki i Powiśla, wzmogły się ataki nieprzyjaciela od strony Dworca Głównego wzdłuż ul. Nowogrodzkiej i Al. Jerozolimskich. Niemcy usiłowali tu zniszczyć powstańczy system obrony wraz z barykadą-przejściem w alejach i rozdzielić w ten sposób Śródmieście na dwa odrębne kotły stosując najbardziej bestialskie metody, np. „żywych tarcz”, czyli pędzenia przed czołgami ludności cywilnej. Dowódca odcinka mjr „Sarna”, przewidując taką sytuację, wzmocnił pozycję, wydając jednocześnie rozkaz, aby por. „Skiba” objął dowodzenie nad całą załogą broniącą odcinka zachodniego. Niemcy mieli tu ogromną przewagę, szczególnie w uzbrojeniu i środkach ogniowych. Oddziałom por. „Skiby”, jak głosił rozkaz, nie wolno było cofnąć się ani kroku w tył. Walka trwająca dnie i noce była ciężka i wyczerpująca. W krytycznym momencie, kiedy zaczynało brakować amunicji – użyto butelek z benzyną. Płomienie i zacięty opór powstańców powstrzymały ataki wroga. Zniszczono na tym odcinku 3 „Goliaty” i 4 czołgi wroga. Do końca Powstania Niemcy nie zdobyli barykady i nie odzyskali przejścia przez Al. Jerozolimskie.

## Upamiętnienie
Barykada została upamiętniona dwiema tablicami na budynku przy Alejach Jerozolimskich 23 wmurowanymi w 1971 i 1989.